# Elizaveta Ersberg
Elizaveta Nikolaevna "Liza" Ersberg (18 de septiembre de 1882 - 12 de marzo de 1942) fue una camarera germano-rusa que sirvió en la corte imperial rusa. Hija de un fogonero empleado por el emperador Alejandro III, fue contratada por la emperatriz María Fiodorovna como camarera en el Palacio de Alejandro en 1898. Usó su puesto para obtener un puesto en la corte para su amiga Anna Demidova, quien se convirtió en dama de honor de la emperatriz Alejandra Fiodorovna.
Ersberg sirvió a la familia imperial en la Revolución Rusa, permaneciendo con ellos bajo arresto domiciliario en Tsarkoe Selo y luego en la mansión del gobernador en Tobolsk, Siberia. Fue separada de ellos al ser trasladados a la Casa Ipatiev en Ekaterimburgo en 1918 y fue llevada a Tiumen, sobreviviendo finalmente. Fue interrogada por la comisión de Nikolai Alexeyevich Sokolov encargada de descubrir el destino de la familia Romanov. Ersberg acompañó al Ejército Blanco a Ekaterimburgo para buscar los restos de los miembros de la familia imperial; contratando a un barquero para que la ayudara a buscar en un pantano y un estanque.
Ersberg salió de Rusia después de la revolución y consiguió contactar con la emperatriz viuda, quien le dio un subsidio. Luego fue a Suiza y Checoslovaquia antes de regresar a Rusia en 1928. Murió de hambre en 1942 durante el Sitio de Leningrado.

## Primeros años y familia
Ersberg nació el 18 de septiembre de 1882. Era hija de Nikolai Ersberg, el fogonero de palacio en el Palacio Anichkov, el Palacio Gatchina y el Palacio de Invierno durante el reinado del emperador Alejandro III de Rusia. Tenía un hermano llamado Nikolai que era funcionario del Control de Inspección de Ferrocarriles del Estado. Su padre murió en el desastre del tren de Borki en 1889. Fue educada en la Escuela Patriótica de Gramática. 

## Servicio en la Casa Imperial

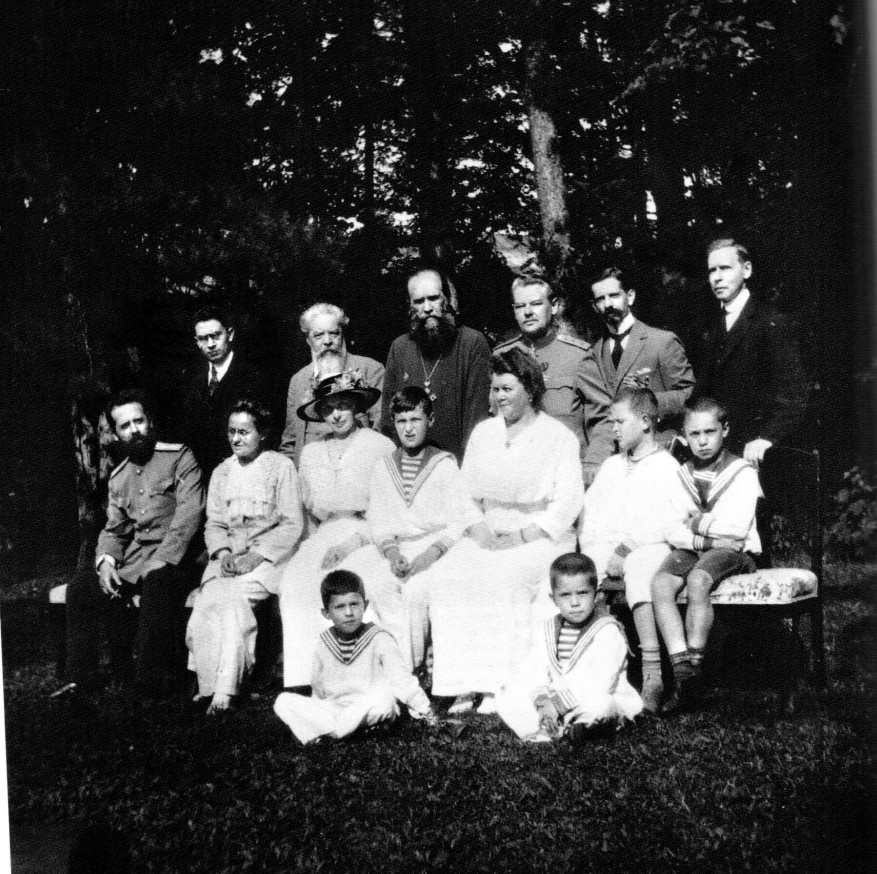
De pie de izquierda a derecha: el lacayo Zhuravski, Terenty Ivanovich Chemodurov, Vasiliev, Petrov, Pierre Gilliard, Charles Sydney Gibbes. Segunda fila sentados: Vladimir Derevenko, Elizaveta Ersberg, Alexandra Tegleva, el zarevich Alexei Nikolaevich, Maria Gustavna Tutelberg, Kolya Derevenko, Alexei Derevenko, Alexandr Derevenko y Sergei Derevenko; en los jardines de Tsárskoe Selo en 1916.

Ersberg fue elegida por la emperatriz María Fiodorovna para servir como camarera en el Palacio de Alejandro en 1898. Algunas cuentas afirman erróneamente que Ersberg vino de Alemania como sirvienta personal de la emperatriz Alejandra Fiodorovna . Mientras estaba al servicio de la familia, no se le permitió casarse. 
Vivía en la trigésima habitación del segundo piso del Palacio de Alejandro en Tsarskoe Selo, junto a la habitación de la niñera Alexandra Tegleva. Tenía muebles de madera de haya pulida y caoba en su suite, y un icono de Nuestra Señora de Tsarskoe Selo colgaba de la pared.
Como camarera, era responsable de limpiar las habitaciones de las grandes duquesas Olga, Tatiana, María, Anastasia y el zarevich Alexei. También se encargaba de la limpieza y cuidado de los guardarropas de los niños imperiales e instruyó a las grandes duquesas en costura y tejido. Estaba cerca de los hijos de la familia imperial y los atendía cuando la familia estaba de vacaciones en el Palacio de Livadia en Crimea. Durante la Primera Guerra Mundial, Ersberg enseñó a las grandes duquesas cómo cuidar a los enfermos, con el fin de prepararlas para el trabajo de enfermeras voluntarias. Se unió a las mujeres imperiales y las sirvientas de palacio para ayudar en el trabajo médico en el hospital militar habilitado en el parque de palacio durante la guerra. Ersberg escribió en cartas a su familia que los hijos de la familia imperial eran "modestos y diligentes". Se refirió a la gran duquesa Olga como "un poco mimada y caprichosa" y dijo que "podría ser perezosa". Dijo que las grandes duquesas Tatiana y Anastasia estaban "siempre ocupadas" cosiendo y bordando, y ayudaban a limpiar sus habitaciones. Según su sobrina, Maria Nikolaevna Ersberg, Ersberg dijo que el zar prestó más atención a los niños que la zarina. Los miembros de la familia imperial la llamaban cariñosamente "Liza". 
En 1905 consiguió un puesto en la corte para su buena amiga Anna Stepanovna Demidova. Demidova, que una vez estuvo comprometida con el hermano de Ersberg, Nikolai, fue contratada para ayudarla en sus deberes y luego fue nombrada institutriz de los niños.

### Exilio
Viajó con la familia imperial al exilio en Tobolsk. Acompañó a la familia en el vagón de tren camino a Siberia occidental, junto con el conde Ilya Leonidovich Tatishchev, el príncipe Vasily Alexandrovich Dolgorukov, Pierre Gilliard, Sydney Gibbes, Evgeny Sergeyevich Botkin, la condesa Anastasia Hendrikova, Catharina Schneider, la baronesa Sophie von Buxhoeveden, Anna Demidova, Ivan Dmitrievich Sednev, Klementy Nagorny, Iván Jaritonov y Alexander Volkov. Se quedó con las grandes duquesas Olga, Tatiana y Anastasia y el zarevich Alexei en la mansión del gobernador en Tobolsk después de que el zar, la zarina y la gran duquesa María fueran llevados a la Casa Ipatiev en Ekaterimburgo. Durante este tiempo, Demidova le escribió a Tegleva para instruirla sobre cómo ocultar las joyas familiares en la ropa interior de las grandes duquesas. Ersberg ayudó a Tegleva y las grandes duquesas a ocultar las joyas cosiéndolas en los corsés y escondiendo diamantes y perlas cosiéndolos en botones y cosiendo los botones dentro de los forros de piel de los sombreros. Más tarde fue llevada a Ekaterimburgo en un vagón de tren de cuarta clase con Tegleva, Jaritonov, Leonid Sednev y algunos otros sirvientes; llegando la noche del 12 de mayo de 1918. Mientras el resto de la familia imperial era llevada a la Casa Ipatiev, a Ersberg no se le permitió unirse a ellos, sino que tuvo que quedarse en un vagón de tren en una vía muerta con Gilliard, Tegleva, Gibbes y la baronesa von Buxhoeveden. Por la noche, una locomotora se unió al vagón de tren y se llevó a Ersberg y sus colegas a Tiumen, lo que les evitó la ejecución de la familia imperial y otros miembros del séquito. 

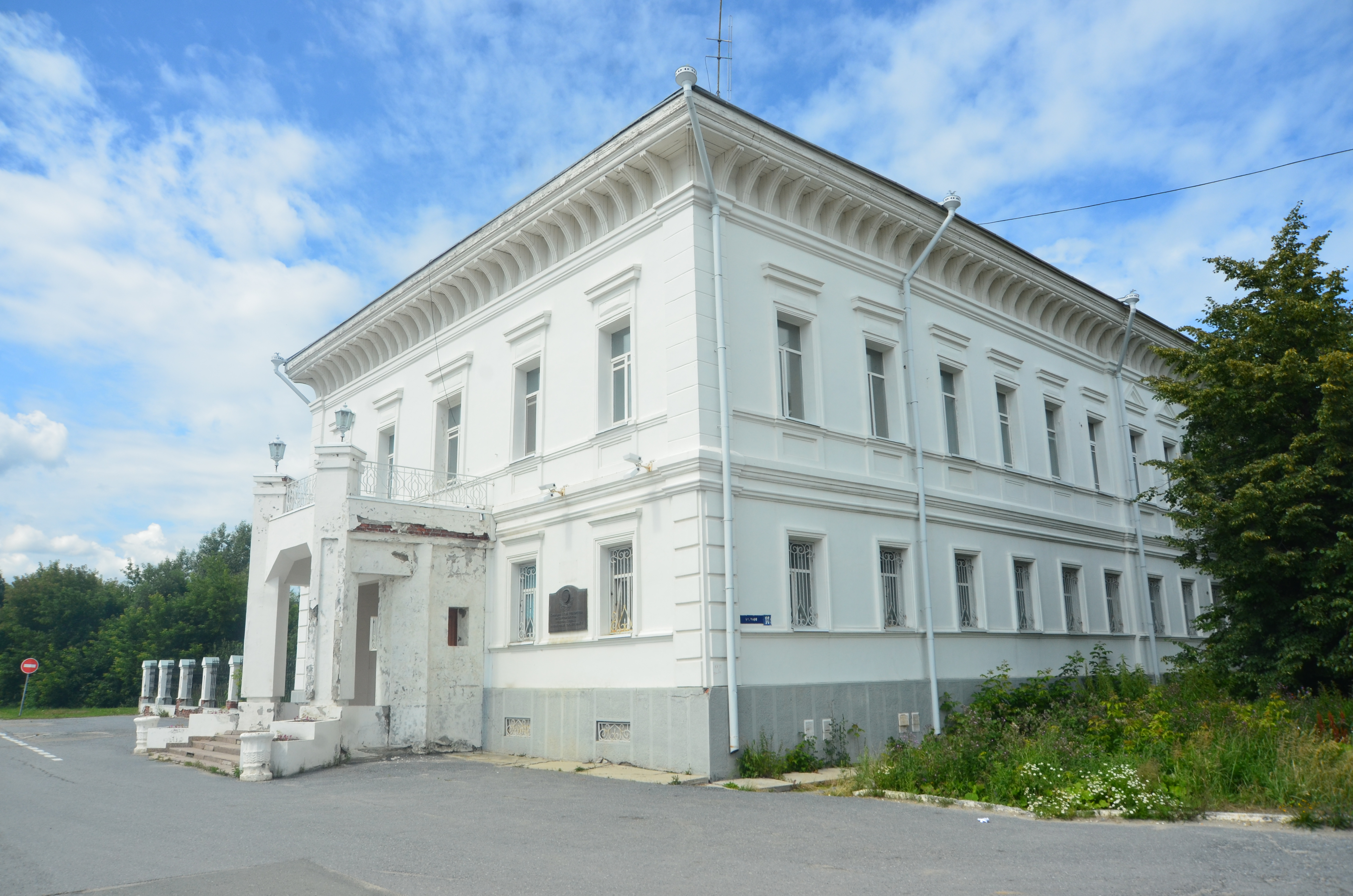
La mansión del gobernador en Tobolsk, donde Ersberg estuvo bajo arresto domiciliario con la familia imperial.

Cuando las fuerzas de Alexander Kolchak tomaron Tobolsk, Ersberg fue llamada para ser interrogada por Nikolai Alexeyevich Sokolov para proporcionar información sobre el paradero de la familia imperial. Acompañó al Ejército Blanco a Ekaterimburgo y contrató a un barquero para que la ayudara a buscar los cuerpos de los miembros de la familia imperial, buscando en un estanque y en un pantano, pero no logró encontrar nada. 

## Vida después de la Revolución
A través de la Cruz Roja, Ersberg contactó con la emperatriz viuda María Fiodorovna, quien le dio un subsidio. Luego fue a Suiza y Checoslovaquia antes de que se le permitiera regresar a Rusia, por una solicitud personal hecha por su hermano a Viacheslav Molotov, en noviembre de 1928. Al ingresar a Rusia, Ersberg recibió órdenes de comparecer ante la Comisión Extraordinaria de toda Rusia, donde se le indicó que no revelara ninguna información sobre la vida del zar y su familia.
Durante la Segunda Guerra Mundial, se suponía que Ersberg y sus hermanas serían evacuadas de Leningrado, pero les quitaron los pasaportes en la oficina de vivienda. No se les permitió recibir tarjetas de racionamiento de pan sin pasaportes válidos. Ersberg murió de hambre el 12 de marzo de 1942 durante el sitio de Leningrado.